# Jalovec (okres Prievidza)
Jalovec je obec na Slovensku v okrese Prievidza v Trenčínském kraji ležící v centrální části Handlovské kotliny. Obcí protéká říčka Handlovka. Žije zde 566 obyvatel.
První písemná zmínka o obci je z roku 1430 v donační listině krále Zikmunda Lucemburského. V obci je římskokatolická kaple Panny Marie z roku 1927.